# Váňovský rybník
Váňovský rybník (též Vaňovský) je vodní plocha na Třešťském potoce v katastru města Třešť. Slouží k chovu ryb a vodohospodářským účelům. V druhé polovině 60. let 20. století se na rybníce provozovalo vodní lyžování.
Rybník má protáhlý tvar. Ze severu jej ohraničuje ulice Váňovská a silnice III. třídy č. 4066, z téže strany se vlévají dva nepojmenované potoky. Severovýchodně leží zástavba. Ze severovýchodu do rybníka vstupuje Třešťský potok. Na jihovýchodě pak bezejmenný potok, na němž leží rybníky Vymvejr a Střelecký rybník. Kousek jižněji se rozkládají výrazné skály. Na jihu vytéká Třešťský potok, okolo západní hráze vede Železniční trať Kostelec u Jihlavy – Slavonice a silnice 2. třídy č. 406. Na západní straně se nachází zástavba. Uprostřed západní strany se do rybníka vlévá Valchovský potok, na němž se rozkládá rybník Korečník. Nejvyšší bod v okolí se nachází v nadmořské výšce 575 metrů východním směrem.
Hráz měří 260 metrů. Návodní stranu hráze lemují dřeviny (většinou lípy). Pod hrází se rozkládá rozsáhlé záplavové území.
Po silnici III. třídy č. 40666 prochází Naučná stezka Špičák a cyklotrasa č. 5091. Most na ulici Váňovská se v roce 2015 opravuje, proto byl rybník v dubnu téhož roku vypuštěn. Město Třešť nechalo přes plochu vypuštěného vodního díla vybudovat dočasnou komunikaci z panelů.